# Tres forns de calç al camí de Seròs (la Granja d'Escarp)
Tres forns de calç al camí de Seròs és una obra de la Granja d'Escarp (Segrià) inclosa a l'Inventari del Patrimoni Arquitectònic de Catalunya.

## Descripció
Es tracta de tres forns de calç disposats en un terreny en pendent. Dos d'ells es troben a un nivell superior. El seu estat de conservació és mitjà, ja que no es conserven completament.
Els paraments estan fet a partir de carreus de mides desiguals disposats de forma més o menys uniforme en filades. Les obertures són d'arc de mig punt i són arcs de maó a plec de llibre.
El canó del forn també està fet de maó. No es conserva el capell de cap dels forns. La vegetació és abundant, fet que dificulta la conservació i accelera el procés de deterioració.